# Panico (Marzabotto)
Panico è una piccola frazione del comune di Marzabotto in provincia di Bologna, che sorge a picco del fiume Reno a circa 2 km da Marzabotto.

## Storia
Storicamente Panico è nota per la presenza della famiglia dei Conti di Panico, divenuti nei secoli (dall'anno 1306) accaniti oppositori del guelfo comune di Bologna.
Nessuna traccia rimane dell'imponente fortezza dei conti che sorgeva sulla rupe, di fronte alla bella pieve romanica di San Lorenzo e il motivo è da attribuirsi ad un fatto accaduto nel 1325, quando i conti di Panico assaltarono un distaccamento di guardie bolognesi, liberando un prigioniero. Per questo motivo, il senato bolognese incaricò il capitano Riccardo Ugoni di distrugger il loro castello; riuscì nell'intento ma senza catturare i conti che si rifugiarono da alcuni sostenitori in Vergato.
L'anno successivo, con l'aiuto dei conti di Mangone e Monzuno, rialzarono alcune torri e parte della fortificazione dove risiedettero nuovamente, tentando di favorire l'ingresso dei Pepoli a Bologna.
Il senato bolognese, questa volta per mano di Guasta di Radicofano (con macchine da guerra), ordinò nuovamente la cattura e la distruzione della fortificazione dei Panico che fuggirono prima a Caprara e poi a Camugnano, dove risiedetterò per qualche tempo approfittando del freddo inverno e della protezione di alcuni banditi della vicina Toscana.
Dell'aspetto del castello (chiamato anche castellaccio), non vi è menzione se non da tale Pancaldi che dice:
"...venne atterratta affatto nell'anno 1325, ma vi restan avanzi al suolo, e chi punge des'o d'arrangiarsi fra que' poetici ruderi, e colassù arrampicarsi, ahi quale spettacolo di vacuità e di squallore! Delle quattro gran torri diroccò il fastigio, sebbene le basi colossali sieno infisse ancor nella rupe. Il muro che ricingeva la minacciosa rocca aveva dieci piedi di grosso; ed or cadente, fesso, tappezzato dall'edera è fatto nido di vipere e di uccelli notturni..."

## La pieve romanica

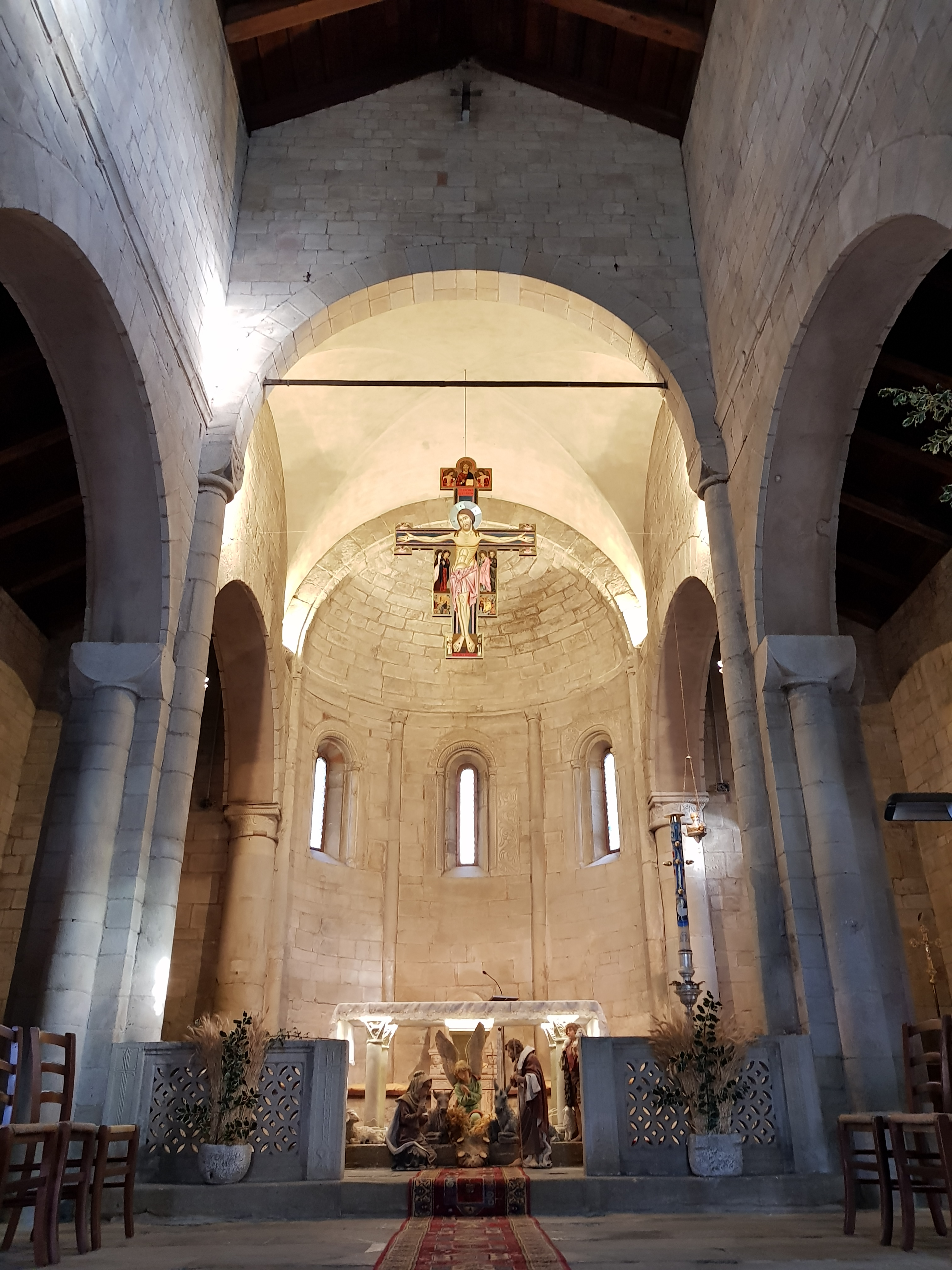
L'interno della Pieve di Panico, fotografata nel 2018.

La pieve romanica di Panico, è dedicata a San Lorenzo Martire e la sua costruzione è presumibilmente terminata nella prima metà XII secolo anche se un documento testimonia la giurisdizione canonicale gia nel 1030, suggerendoci l'esistenza di una chiesa precedente a quella tutt'oggi esistente.
L'importanza del complesso è testimoniata da alcune donazioni; una del 1208 per la costruzione di un chiostro e una del 1248 per la costruzione di un dormitorio che si unirono alla chiesa, piuttosto imponente per esser così distante dalla città e dai centri maggiori. È infatti costruita da grossi conci di arenaria, divisa in tre navate e con la parte presbiteriale rialzata.
Non sono mancati rimaneggiamenti nel corso dei secoli, troviamo infatti l'intera pieve notevolmente cambiata e, facendo un paragone fra un acquerello cinquecentesco e le immagini ottocentesche, ci accorgiamo immediatamente che le grandi pietre squadrate con cui la chiesa è costruita, furono nascoste da uno strato di calce; troviamo sulla facciata una grande finestra rettangolare e un campanile a vela in sostituzione alle due torri.
Anche internamente risultava notevolmente mutata, il bel tetto ligneo a capriate, era stato nascosto dalle volte seicentesche, il presbiterio demolito e le navate laterali, adibite a cappelle provviste di paliotti in scagliola.
Dirimpetto alla chiesa, sorse una provvisoria cella campanaria che dal 1853 ha ospitato le 4 campane fuse dal bolognese Clemente Brighenti dell'omonima fonderia.
I lavori che riportarono la chiesa al suo presunto aspetto medioevale, si compirono in tre periodi diversi: il primo negli anni 90 del '800 sotto la guida dell'architetto Raffaele Faccioli consistette nella pulitura della muratura dalla calce e nella costruzione di un rosone in facciata che sostituì un'apertura seicentesca. Durante questa prima fase scomparve anche il campanile a vela (già privo delle sue 2 campane), il muretto perimetrale abbracciante l'attuale sagrestia e il piccolo locale ospitante il battistero.
Nella seconda fase, fra il 1912 e il 1913, per mano del soprintendente architetto Luigi Corsini, furono demoliti gli altari laterali, smontato l'organo e nella terza fase, fra il 1925 e il 1928 fu sopraelevato il presbiterio e restaurata radicalmente la canonica.

## Opere

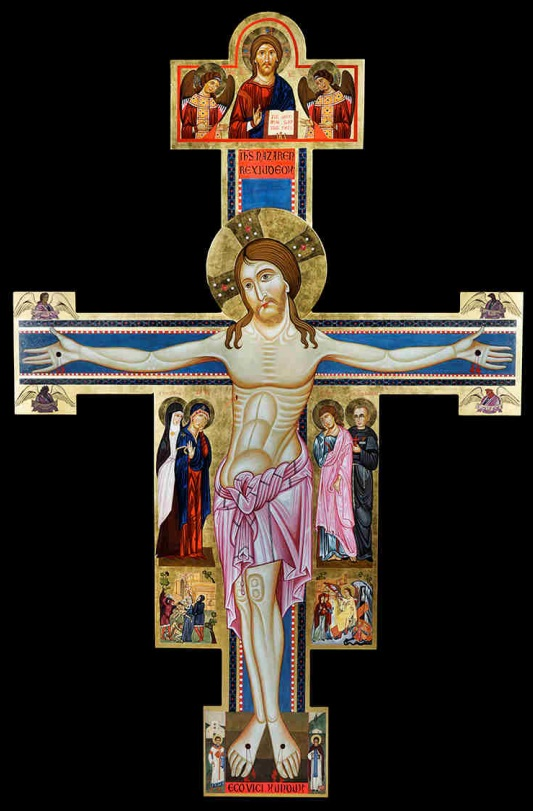
Sono raffigurate Maria e Santa Benedetta della Croce, San Giovanni e San Massimiliano Maria Kolbe, il tetramorfo simbolo dei Quattro Evangelisti, San Lorenzo Diacono e Sant'Antonio Abate, Cristo Vittorioso in Gloria, la strage degli Innocenti, la Vittoria sul male

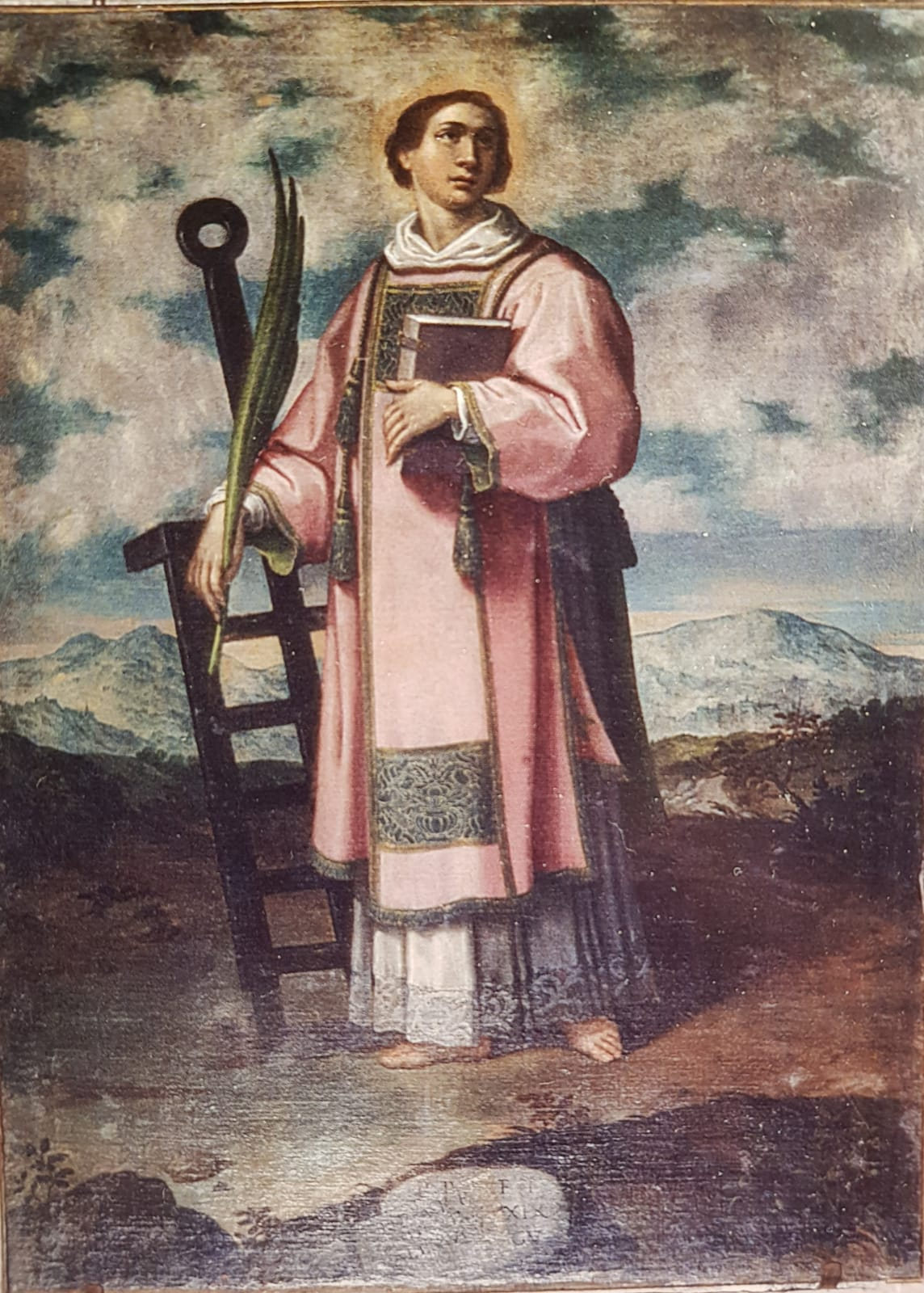
Pala d'altare del 1619, raffigurante San Lorenzo Diacono e Martire, su paesaggio appenninico. E' un'opera inedita del bolognese Bartolomeo Cesi (1556 - 1629).Commissionata da don Pozzino Pozzini, parroco di San Lorenzo di Panico dal 1613 al 1621. Si trova ora sopra la porta d'ingresso della sagrestia

Degno di nota è il grande crocifisso ligneo settecentesco, ora collocato sopra il battistero. Questo manufatto era probabilmente situato su uno degli altari laterali e, come riportato negli inventari delle visite pastorali di inizio '900, considerato di scarso valore. Si pensava infatti fosse realizzato in gesso fin tanto che una scheggia di bomba, durante la seconda guerra mondiale, lo colpì sul ginocchio portando alla luce il materiale con cui è realizzato.
Sopra l'ingresso della sagrestia è stata collocata la pala cinquecentesca raffigurante il Patrono San Lorenzo Martire, in origine situata sull'altare maggiore. Luigi Fantini attribuisce l'opera al pittore bolognese Bartolomeo Cesi.
Dall'anno 2017, l'altare è sovrastato da un nuovo crocifisso in stile medievale. Sono raffigurate Maria e Santa Benedetta della Croce, San Giovanni e San Massimiliano Maria Kolbe, il tetramorfo simbolo dei Quattro Evangelisti, San Lorenzo Diacono e Sant'Antonio Abate, Cristo Vittorioso in Gloria, la strage degli Innocenti, la Vittoria sul male.
Fino al 1901 era documentato un organo di 21 registri, collocato alla sinistra dell'altare. Nel 1939 risulta smontato e riposto nella cappella del cimitero, poiché ritenuto "non in stile" con la chiesa ( in quegli anni già riportata nelle presunte forme romaniche ).